# Fußball-Weltmeisterschaft der Frauen 2003/Qualifikation
Die Qualifikation zur Fußball-Weltmeisterschaft der Frauen 2003 diente zur Ermittlung der Teilnehmer an der Endrunde in den USA.

## Qualifikation zur Fußball-Weltmeisterschaft der Frauen 2003
Die Qualifikationsspiele für die Fußball-Weltmeisterschaft der Frauen im Jahre 2003 fanden vom 16. August 2001 bis 12. Juli 2003 statt.
99 Verbände hatten sich für die WM gemeldet. Aber nur 81 Teams konnten in die eigentliche WM-Qualifikation starten. Denn die UEFA sortierte 18 spielschwache europäische Teams aus, die schon eine Vorqualifikation für die WM 2007 spielten. Es wurden insgesamt 16 Startplätze vergeben. Keiner Mannschaft blieben Qualifikationsspiele erspart, weder Gastgeber und Titelverteidiger USA, noch der ursprünglich vorgesehene Gastgeber China. Alle Qualifikationsmöglichkeiten beinhalten entweder das Meisterschafts- beziehungsweise das Turniersystem.
Für das Weltmeisterschaftsturnier in den USA im Jahre 2003 hatten insgesamt 99 Mannschaften gemeldet, darunter
- 16 Teams aus Europa, Klasse A: spielten um die Qualifikation für das WM-Endturnier 2003
- 18 Teams aus Europa, Klasse B: spielten um die Mitgliedschaft der Klasse A bei der WM-Qualifikation 2007
- 10 Teams aus Südamerika
- 18 Teams aus Nord- und Mittelamerika
- 19 Teams aus Afrika
- 13 Teams aus Asien
- 5 Teams aus Ozeanien

Qualifizierte Mannschaften
| 5 an Europa                            | Norwegen   | Schweden            | Russland | Deutschland | Frankreich |
| 2 an Südamerika                        | Brasilien  | Argentinien         |          |             |            |
| 1½ (+ 1 GG) an Nord- und Mittelamerika | USA        | Kanada              |          |             | *          |
| 2 an Afrika                            | Nigeria    | Ghana               |          |             |            |
| 3½ an Asien                            | Nordkorea  | Volksrepublik China | Südkorea | Japan *     |            |
| 1 an Ozeanien                          | Australien |                     |          |             |            |

## Europäische Zone /UEFA
Die Mannschaften wurden nach Leistungsstärke in zwei Klassen unterteilt.
Die starken Teams in Klasse A und die schwächeren Teams in Klasse B.
Klasse A: 16 Mannschaften spielen in vier Vierergruppen die fünf Endrundenteilnehmer der WM 2003 aus. Die vier Gruppensieger qualifizierten sich direkt für die WM-Endrunde, die vier Gruppenzweiten ermittelten in zwei Playoff-Runden den fünften Teilnehmer.
Klasse B: 18 Mannschaften spielten in zwei Vierergruppen und zwei Fünfergruppen. Die vier Gruppensieger und der beste Gruppenzweite werden bei der WM-Qualifikation zur WM 2007 in der A-Klasse spielen. Alle Teilnehmer der B-Klasse hatten keine Möglichkeit, sich schon für die WM-2003 zu qualifizieren.

### Klasse A
Gruppe 1
| Pl. | Land       | Sp. | S | U | N | Tore    | Diff. | Punkte |
| --- | ---------- | --- | - | - | - | ------- | ----- | ------ |
| 1.  | Norwegen   | 6   | 5 | 1 | 0 | 021:300 | +18   | 16     |
| 2.  | Frankreich | 6   | 4 | 0 | 2 | 011:900 | +2    | 12     |
| 3.  | Ukraine    | 6   | 2 | 1 | 3 | 009:120 | −3    | 07     |
| 4.  | Tschechien | 6   | 0 | 0 | 6 | 006:230 | −17   | 0      |

| 25.08.2001 | Ukraine    | – | Tschechien | 4:1 |
| 08.09.2001 | Norwegen   | – | Ukraine    | 4:0 |
| 11.09.2001 | Norwegen   | – | Tschechien | 5:0 |
| 13.10.2001 | Frankreich | – | Norwegen   | 0:3 |
| 28.10.2001 | Ukraine    | – | Frankreich | 0:2 |
| 17.11.2001 | Tschechien | – | Frankreich | 1:2 |

| 24.03.2002 | Tschechien | – | Norwegen   | 1:5 |
| 20.04.2002 | Frankreich | – | Tschechien | 4:1 |
| 09.05.2002 | Norwegen   | – | Frankreich | 3:1 |
| 12.05.2002 | Ukraine    | – | Norwegen   | 1:1 |
| 26.05.2002 | Tschechien | – | Ukraine    | 2:3 |
| 01.06.2002 | Frankreich | – | Ukraine    | 2:1 |

 Gruppe 2
| Pl. | Land     | Sp. | S | U | N | Tore    | Diff. | Punkte |
| --- | -------- | --- | - | - | - | ------- | ----- | ------ |
| 1.  | Schweden | 6   | 5 | 0 | 1 | 027:400 | +23   | 15     |
| 2.  | Dänemark | 6   | 5 | 0 | 1 | 021:800 | +13   | 15     |
| 3.  | Schweiz  | 6   | 1 | 0 | 5 | 002:180 | −16   | 03     |
| 4.  | Finnland | 6   | 1 | 0 | 5 | 004:240 | −20   | 03     |

| 04.09.2001 | Schweiz  | – | Finnland | 1:0 |
| 08.09.2001 | Dänemark | – | Schweiz  | 4:0 |
| 09.09.2001 | Schweden | – | Finnland | 8:1 |
| 30.09.2001 | Schweden | – | Dänemark | 4:1 |
| 13.10.2001 | Finnland | – | Dänemark | 0:6 |
| 03.11.2001 | Schweiz  | – | Schweden | 0:5 |

| 20.04.2002 | Schweiz  | – | Dänemark | 1:4 |
| 05.05.2002 | Finnland | – | Schweiz  | 1:0 |
| 08.05.2002 | Schweden | – | Schweiz  | 4:0 |
| 26.05.2002 | Dänemark | – | Finnland | 4:2 |
| 09.06.2002 | Dänemark | – | Schweden | 2:1 |
| 26.06.2002 | Finnland | – | Schweden | 0:5 |

 Gruppe 3
| Pl. | Land     | Sp. | S | U | N | Tore    | Diff. | Punkte |
| --- | -------- | --- | - | - | - | ------- | ----- | ------ |
| 1.  | Russland | 6   | 3 | 2 | 1 | 010:600 | +4    | 11     |
| 2.  | Island   | 6   | 3 | 0 | 3 | 008:900 | −1    | 09     |
| 3.  | Italien  | 6   | 2 | 1 | 3 | 007:700 | ±0    | 07     |
| 4.  | Spanien  | 6   | 2 | 0 | 4 | 008:110 | −3    | 06     |

| 18.08.2001 | Island   | – | Russland | 1:1 |
| 08.09.2001 | Island   | – | Italien  | 2:1 |
| 30.09.2001 | Spanien  | – | Island   | 6:1 |
| 10.10.2001 | Italien  | – | Russland | 1:3 |
| 28.10.2001 | Russland | – | Spanien  | 2:0 |
| 28.11.2001 | Italien  | – | Spanien  | 3:0 |

| 24.03.2002 | Spanien  | – | Italien  | 0:1 |
| 28.04.2002 | Spanien  | – | Russland | 2:1 |
| 18.05.2002 | Russland | – | Island   | 1:1 |
| 22.05.2002 | Russland | – | Italien  | 2:1 |
| 30.05.2002 | Island   | – | Spanien  | 3:0 |
| 08.06.2002 | Italien  | – | Island   | 0:0 |

 Gruppe 4
| Pl. | Land        | Sp. | S | U | N | Tore    | Diff. | Punkte |
| --- | ----------- | --- | - | - | - | ------- | ----- | ------ |
| 1.  | Deutschland | 6   | 6 | 0 | 0 | 030:100 | +29   | 18     |
| 2.  | England     | 6   | 2 | 2 | 2 | 009:600 | +3    | 08     |
| 3.  | Niederlande | 6   | 1 | 1 | 4 | 006:160 | −10   | 04     |
| 4.  | Portugal    | 6   | 1 | 1 | 4 | 004:260 | −22   | 04     |

| 27.09.2001 | Deutschland | – | England     | 3:1 |
| 25.10.2001 | Deutschland | – | Portugal    | 9:0 |
| 04.11.2001 | England     | – | Niederlande | 0:0 |
| 17.11.2001 | Niederlande | – | Deutschland | 0:3 |
| 24.11.2001 | Portugal    | – | England     | 1:1 |
| 08.12.2001 | Portugal    | – | Niederlande | 2:1 |

| 24.02.2002 | England     | – | Portugal    | 3:0 |
| 23.03.2002 | Niederlande | – | England     | 1:4 |
| 18.04.2002 | Deutschland | – | Niederlande | 6:0 |
| 04.05.2002 | Portugal    | – | Deutschland | 0:8 |
| 19.05.2002 | Niederlande | – | Portugal    | 4:1 |
| 19.05.2002 | England     | – | Deutschland | 0:1 |

 Relegationsspiele
Halbfinale
| Datum              |            | Ergebnis  |            |
| ------------------ | ---------- | --------- | ---------- |
| 23. August 2002    | Frankreich | 2:0 (2:0) | Dänemark   |
| 15. September 2002 | Dänemark   | 1:1 (1:0) | Frankreich |
| Gesamt:            | Frankreich | 3:1       | Dänemark   |

| Datum              |         | Ergebnis  |         |
| ------------------ | ------- | --------- | ------- |
| 16. September 2002 | Island  | 2:2 (1:1) | England |
| 22. September 2002 | England | 1:0 (0:0) | Island  |
| Gesamt:            | Island  | 2:3       | England |

Finale
| Datum             |            | Ergebnis  |            |
| ----------------- | ---------- | --------- | ---------- |
| 17. Oktober 2002  | England    | 0:1 (0:0) | Frankreich |
| 16. November 2002 | Frankreich | 1:0 (0:0) | England    |
| Gesamt:           | England    | 0:2       | Frankreich |

### Klasse B
Gruppe 5
| Pl. | Land       | Sp. | S | U | N | Tore    | Diff. | Punkte |
| --- | ---------- | --- | - | - | - | ------- | ----- | ------ |
| 1.  | Schottland | 6   | 5 | 0 | 1 | 020:500 | +15   | 15     |
| 2.  | Belgien    | 6   | 5 | 0 | 1 | 013:900 | +4    | 15     |
| 3.  | Österreich | 6   | 1 | 1 | 4 | 007:150 | −8    | 04     |
| 4.  | Wales      | 6   | 0 | 1 | 5 | 002:130 | −11   | 01     |

| 29. September 2001 | Österreich | – | Schottland | 1:2 |
| 14. Oktober 2001   | Wales      | – | Österreich | 0:2 |
| 28. Oktober 2001   | Schottland | – | Wales      | 5:1 |
| 28. Oktober 2001   | Belgien    | – | Österreich | 3:1 |
| 17. November 2001  | Wales      | – | Belgien    | 0:2 |
| 25. November 2001  | Belgien    | – | Schottland | 3:2 |

| 24. März 2002  | Belgien    | – | Wales      | 1:0 |
| 6. April 2002  | Österreich | – | Belgien    | 2:4 |
| 21. April 2002 | Schottland | – | Belgien    | 4:0 |
| 5. Mai 2002    | Schottland | – | Österreich | 5:0 |
| 19. Mai 2002   | Wales      | – | Schottland | 0:2 |
| 25. Mai 2002   | Österreich | – | Wales      | 1:1 |

 Gruppe 6
| Pl. | Land           | Sp. | S | U | N | Tore    | Diff. | Punkte |
| --- | -------------- | --- | - | - | - | ------- | ----- | ------ |
| 1.  | BR Jugoslawien | 6   | 6 | 0 | 0 | 023:300 | +20   | 18     |
| 2.  | Irland         | 6   | 4 | 0 | 2 | 018:700 | +11   | 12     |
| 3.  | Griechenland   | 6   | 1 | 0 | 5 | 007:190 | −12   | 03     |
| 4.  | Moldau         | 6   | 1 | 0 | 5 | 003:220 | −19   | 03     |

| 8. September 2001  | Jugoslawien  | – | Irland       | 5:0 |
| 12. September 2001 | Moldau       | – | Irland       | 0:4 |
| 29. September 2001 | Moldau       | – | Jugoslawien  | 1:2 |
| 27. Oktober 2001   | Jugoslawien  | – | Griechenland | 6:1 |
| 17. November 2001  | Irland       | – | Griechenland | 5:0 |
| 28. November 2001  | Griechenland | – | Moldau       | 1:2 |

| 24. März 2002  | Griechenland | – | Irland       | 1:3 |
| 6. April 2002  | Irland       | – | Moldau       | 6:0 |
| 20. April 2002 | Griechenland | – | Jugoslawien  | 1:3 |
| 11. Mai 2002   | Jugoslawien  | – | Moldau       | 6:0 |
| 18. Mai 2002   | Moldau       | – | Griechenland | 0:3 |
| 18. Mai 2002   | Irland       | – | Jugoslawien  | 0:1 |

 Gruppe 7
| Pl. | Land     | Sp. | S | U | N | Tore    | Diff. | Punkte |
| --- | -------- | --- | - | - | - | ------- | ----- | ------ |
| 1.  | Polen    | 8   | 8 | 0 | 0 | 025:100 | +24   | 24     |
| 2.  | Kroatien | 8   | 4 | 1 | 3 | 016:110 | +5    | 13     |
| 3.  | Israel   | 8   | 4 | 1 | 3 | 012:140 | −2    | 13     |
| 4.  | Rumänien | 8   | 2 | 2 | 4 | 018:130 | +5    | 08     |
| 5.  | Estland  | 8   | 0 | 0 | 8 | 004:360 | −32   | 0      |

| 2. September 2001  | Estland  | – | Israel   | 2:5 |
| 23. September 2001 | Estland  | – | Polen    | 0:5 |
| 23. September 2001 | Kroatien | – | Israel   | 4:0 |
| 30. September 2001 | Kroatien | – | Rumänien | 2:2 |
| 13. Oktober 2001   | Rumänien | – | Estland  | 6:1 |
| 16. Oktober 2001   | Kroatien | – | Estland  | 3:0 |
| 28. Oktober 2001   | Polen    | – | Kroatien | 2:0 |
| 28. Oktober 2001   | Israel   | – | Rumänien | 1:0 |
| 18. November 2001  | Israel   | – | Polen    | 0:2 |
| 7. April 2002      | Polen    | – | Estland  | 5:0 |

| 18. April 2002 | Estland  | – | Kroatien | 0:3 |
| 21. April 2002 | Rumänien | – | Polen    | 0:1 |
| 5. Mai 2002    | Polen    | – | Israel   | 4:0 |
| 18. Mai 2002   | Polen    | – | Rumänien | 3:1 |
| 25. Mai 2002   | Kroatien | – | Polen    | 0:3 |
| 26. Mai 2002   | Rumänien | – | Israel   | 1:1 |
| 1. Juni 2002   | Rumänien | – | Kroatien | 2:3 |
| 4. Juni 2002   | Israel   | – | Estland  | 3:0 |
| 6. Juni 2002   | Israel   | – | Kroatien | 2:1 |
| 9. Juni 2002   | Estland  | – | Rumänien | 1:6 |

 Gruppe 8
| Pl. | Land                    | Sp. | S | U | N | Tore    | Diff. | Punkte |
| --- | ----------------------- | --- | - | - | - | ------- | ----- | ------ |
| 1.  | Ungarn                  | 8   | 8 | 0 | 0 | 033:500 | +28   | 24     |
| 2.  | Slowakei                | 8   | 5 | 0 | 3 | 025:110 | +14   | 15     |
| 3.  | Belarus                 | 8   | 5 | 0 | 3 | 027:160 | +11   | 15     |
| 4.  | Türkei                  | 8   | 1 | 0 | 7 | 010:270 | −17   | 03     |
| 5.  | Bosnien und Herzegowina | 8   | 1 | 0 | 7 | 010:460 | −36   | 03     |

| 16. August 2001    | Bosnien-Herzegowina | – | Slowakei            | 0:7 |
| 20. August 2001    | Belarus             | – | Bosnien-Herzegowina | 5:2 |
| 1. September 2001  | Ungarn              | – | Bosnien-Herzegowina | 3:0 |
| 8. September 2001  | Belarus             | – | Slowakei            | 3:2 |
| 28. September 2001 | Belarus             | – | Türkei              | 4:0 |
| 29. September 2001 | Slowakei            | – | Ungarn              | 0:2 |
| 13. Oktober 2001   | Ungarn              | – | Belarus             | 2:0 |
| 13. Oktober 2001   | Türkei              | – | Slowakei            | 0:3 |
| 27. Oktober 2001   | Türkei              | – | Bosnien-Herzegowina | 5:1 |
| 21. November 2001  | Türkei              | – | Ungarn              | 1:4 |

| 24. März 2002  | Türkei              | – | Belarus             | 1:5  |
| 5. April 2002  | Slowakei            | – | Türkei              | 3:0  |
| 13. April 2002 | Bosnien-Herzegowina | – | Ungarn              | 0:11 |
| 13. April 2002 | Slowakei            | – | Belarus             | 3:1  |
| 22. April 2002 | Belarus             | – | Ungarn              | 2:4  |
| 2. Mai 2002    | Bosnien-Herzegowina | – | Türkei              | 3:2  |
| 4. Mai 2002    | Ungarn              | – | Slowakei            | 3:1  |
| 14. Mai 2002   | Bosnien-Herzegowina | – | Belarus             | 2:7  |
| 23. Mai 2002   | Ungarn              | – | Türkei              | 4:1  |
| 22. Juni 2002  | Slowakei            | – | Bosnien-Herzegowina | 6:2  |

bester Gruppenzweiter
| Pl. | Land     | Sp. | S | U | N | Tore    | Diff. | Punkte | Gruppe | Tabellenfünfter         |
| --- | -------- | --- | - | - | - | ------- | ----- | ------ | ------ | ----------------------- |
| 1.  | Belgien  | 6   | 5 | 0 | 1 | 013:900 | +4    | 15     | 5      | -                       |
| 2.  | Irland   | 6   | 4 | 0 | 2 | 018:700 | +11   | 12     | 7      | -                       |
| 3.  | Slowakei | 6   | 3 | 0 | 3 | 012:900 | +3    | 09     | 8      | Bosnien und Herzegowina |
| 4.  | Kroatien | 6   | 2 | 1 | 3 | 010:110 | −1    | 07     | 7      | Estland                 |

## Südamerika /CONMEBOL
Aus drei Dreiergruppen qualifizierten sich die drei Gruppensieger für die CONMEBOL-Endrunde, hinzu kam Brasilien. Der Gruppenerste und Gruppenzweite der Endrunde qualifizierte sich für die WM 2003 in den USA
Gruppe A
| Pl. | Land     | Sp. | S | U | N | Tore    | Diff. | Punkte |
| --- | -------- | --- | - | - | - | ------- | ----- | ------ |
| 1.  | Peru     | 2   | 2 | 0 | 0 | 005:200 | +3    | 06     |
| 2.  | Bolivien | 2   | 1 | 0 | 1 | 008:400 | +4    | 03     |
| 3.  | Chile    | 2   | 0 | 0 | 2 | 002:900 | −7    | 0      |

| 9. April 2003  | Peru     | – | Bolivien | 3:1 |
| 11. April 2003 | Bolivien | – | Chile    | 7:1 |

Gruppe B
| Pl. | Land      | Sp. | S | U | N | Tore    | Diff. | Punkte |
| --- | --------- | --- | - | - | - | ------- | ----- | ------ |
| 1.  | Kolumbien | 2   | 1 | 1 | 0 | 009:100 | +8    | 04     |
| 2.  | Ecuador   | 2   | 1 | 1 | 0 | 003:100 | +2    | 04     |
| 3.  | Venezuela | 2   | 0 | 0 | 2 | 000:100 | −10   | 0      |

| 9. April 2003  | Ecuador   | – | Venezuela | 2:0 |
| 11. April 2003 | Kolumbien | – | Venezuela | 8:0 |

Gruppe C
Turnier in Salta (Argentinien).
| Pl. | Land        | Sp. | S | U | N | Tore    | Diff. | Punkte |
| --- | ----------- | --- | - | - | - | ------- | ----- | ------ |
| 1.  | Argentinien | 2   | 2 | 0 | 0 | 011:000 | +11   | 06     |
| 2.  | Paraguay    | 2   | 1 | 0 | 1 | 003:400 | −1    | 03     |
| 3.  | Uruguay     | 2   | 0 | 0 | 2 | 001:110 | −10   | 0      |

| 9. April 2003  | Argentinien | – | Paraguay | 3:0 |
| 11. April 2003 | Uruguay     | – | Paraguay | 1:3 |

Endrunde
| Pl. | Land        | Sp. | S | U | N | Tore    | Diff. | Punkte |
| --- | ----------- | --- | - | - | - | ------- | ----- | ------ |
| 1.  | Brasilien   | 3   | 3 | 0 | 0 | 018:200 | +16   | 09     |
| 2.  | Argentinien | 3   | 1 | 1 | 1 | 006:600 | ±0    | 04     |
| 3.  | Kolumbien   | 3   | 1 | 0 | 2 | 003:150 | −12   | 03     |
| 4.  | Peru        | 3   | 0 | 1 | 2 | 001:500 | −4    | 01     |

| 23. April 2003 | Brasilien | – | Argentinien | 3:2 |
|                | Peru      | – | Kolumbien   | 0:1 |
| 25. April 2003 | Kolumbien | – | Argentinien | 2:3 |

## Nord- und Mittelamerika /CONCACAF
In einer Fünfergruppe ermitteln fünf zentralamerikanische Mannschaften zwei Teilnehmer der CONCACAF-Meisterschaft. Ebenso ermittelten zwölf karibische Mannschaften drei weitere Teilnehmer für die CONCACAF-Meisterschaft in den USA. Die drei Mannschaften der Nordzone USA, Mexiko und Kanada waren für die CONCACAF-Meisterschaft gesetzt.
Die CONCACAF-Meisterschaft in den USA diente gleichzeitig als Qualifikation für die WM 2003 in den USA. Die beiden Finalisten qualifizierten sich für die WM 2003 in den USA. Der Dritte hatte noch die Chance in einem Playoff gegen den Asien-Vierten sich für die WM zu qualifizieren.
Zentralzone
| Pl. | Land        | Sp. | S | U | N | Tore    | Diff. | Punkte |
| --- | ----------- | --- | - | - | - | ------- | ----- | ------ |
| 1.  | Costa Rica  | 4   | 4 | 0 | 0 | 016:300 | +13   | 12     |
| 2.  | Panama      | 4   | 2 | 0 | 2 | 008:120 | −4    | 06     |
| 3.  | Guatemala   | 4   | 2 | 0 | 2 | 008:800 | ±0    | 06     |
| 4.  | Honduras    | 4   | 1 | 0 | 3 | 009:100 | −1    | 03     |
| 5.  | El Salvador | 4   | 1 | 0 | 3 | 003:110 | −8    | 03     |

| 28. Juli 2002  | Guatemala   | – | Panama    | 1:2 |
| 28. Juli 2002  | Costa Rica  | – | Honduras  | 5:2 |
| 31. Juli 2002  | Guatemala   | – | Honduras  | 2:1 |
| 31. Juli 2002  | El Salvador | – | Panama    | 1:3 |
| 2. August 2002 | Costa Rica  | – | Guatemala | 4:0 |

Karibik-Zone A

Erste Runde
| Pl. | Land                    | Sp. | S | U | N | Tore    | Diff. | Punkte |
| --- | ----------------------- | --- | - | - | - | ------- | ----- | ------ |
| 1.  | Haiti                   | 3   | 3 | 0 | 0 | 013:000 | +13   | 09     |
| 2.  | St. Lucia               | 3   | 1 | 1 | 1 | 009:500 | +4    | 04     |
| 3.  | Dominikanische Republik | 3   | 1 | 1 | 1 | 005:400 | +1    | 04     |
| 4.  | Bahamas                 | 3   | 0 | 0 | 3 | 001:190 | −18   | 0      |

| 10. Juli 2002 | Bahamas   | – | Haiti       | 0:9 |
| 10. Juli 2002 | Dom. Rep. | – | Santa Lucia | 2:2 |
| 12. Juli 2002 | Dom. Rep. | – | Bahamas     | 3:0 |

| Datum         |             | Ergebnis  |             |
| ------------- | ----------- | --------- | ----------- |
| 13. Juli 2002 | Jamaika     | 8:0 (3:0) | Puerto Rico |
| 21. Juli 2002 | Puerto Rico | 0:3 (0:2) | Jamaika     |
| Gesamt:       | Jamaika     | 11:00     | Puerto Rico |

Zweite Runde
| Datum           |         | Ergebnis  |         |
| --------------- | ------- | --------- | ------- |
| 4. August 2002  | Jamaika | 2:0 (2:0) | Haiti   |
| 18. August 2002 | Haiti   | 0:0       | Jamaika |
| Gesamt:         | Jamaika | 2:0       | Haiti   |

Karibik-Zone B
|                              | Ergebnis |                        |
| ---------------------------- | -------- | ---------------------- |
| Dominica                     |          | Freilos                |
| Trinidad und Tobago          |          | Freilos                |
| Suriname                     |          | Guyana verzichtete     |
| Amerikanische Jungferninseln |          | Montserrat verzichtete |

Zweite Runde
| Datum        |                     | Ergebnis   |                     | Ort                    |
| ------------ | ------------------- | ---------- | ------------------- | ---------------------- |
| 5. Juli 2002 | Dominica            | 0:13 (0:7) | Trinidad und Tobago | in Trinidad und Tobago |
| 6. Juli 2002 | Trinidad und Tobago | 9:0 (2:0)  | Dominica            |                        |
| Gesamt:      | Dominica            | 00:22      | Trinidad und Tobago |                        |

| Datum           |                              | Ergebnis  |                              | Ort         |
| --------------- | ---------------------------- | --------- | ---------------------------- | ----------- |
| 8. August 2002  | Suriname                     | 6:1 (4:1) | Amerikanische Jungferninseln |             |
| 10. August 2002 | Amerikanische Jungferninseln | 0:2 (0:1) | Suriname                     | in Suriname |
| Gesamt:         | Suriname                     | 8:1       | Amerikanische Jungferninseln |             |

Dritte Runde
| Datum           |                     | Ergebnis  |                     | Ort         |
| --------------- | ------------------- | --------- | ------------------- | ----------- |
| 13. August 2002 | Trinidad und Tobago | 3:1 (3:0) | Suriname            | in Suriname |
| 15. August 2002 | Suriname            | 1:2 (1:1) | Trinidad und Tobago |             |
| Gesamt:         | Trinidad und Tobago | 5:2       | Suriname            |             |

Karibik-Zone / Playoff
| Datum              |          | Ergebnis  |          | Ort         |
| ------------------ | -------- | --------- | -------- | ----------- |
| 8. September 2002  | Haiti    | 3:0 (2:0) | Suriname | in Suriname |
| 10. September 2002 | Suriname | 1:2 (1:1) | Haiti    |             |
| Gesamt:            | Haiti    | 5:1       | Suriname |             |

CONCACAF Finalrunde (Turnier in den USA)

Gruppe A
| Pl. | Land                | Sp. | S | U | N | Tore    | Diff. | Punkte |
| --- | ------------------- | --- | - | - | - | ------- | ----- | ------ |
| 1.  | USA                 | 3   | 3 | 0 | 0 | 015:000 | +15   | 09     |
| 2.  | Mexiko              | 3   | 2 | 0 | 1 | 007:400 | +3    | 06     |
| 3.  | Panama              | 3   | 1 | 0 | 2 | 005:160 | −11   | 03     |
| 4.  | Trinidad und Tobago | 3   | 0 | 0 | 3 | 002:900 | −7    | 0      |

| 27. Oktober 2002 | Pasadena  | Trinidad und Tobago |  | Panama              | 2:4 |
|                  |           | USA                 |  | 3:0                 |     |
| 29. Oktober 2002 | Fullerton | USA                 |  | Trinidad und Tobago | 3:0 |

Gruppe B
| Pl. | Land       | Sp. | S | U | N | Tore    | Diff. | Punkte |
| --- | ---------- | --- | - | - | - | ------- | ----- | ------ |
| 1.  | Kanada     | 3   | 3 | 0 | 0 | 023:100 | +22   | 09     |
| 2.  | Costa Rica | 3   | 2 | 0 | 1 | 007:300 | +4    | 06     |
| 3.  | Haiti      | 3   | 1 | 0 | 2 | 003:170 | −14   | 03     |
| 4.  | Jamaika    | 3   | 0 | 0 | 3 | 001:130 | −12   | 0      |

| 30. Oktober 2002 | Victoria | Jamaika |  | Costa Rica | 0:2  |
|                  |          | Kanada  |  | Haiti      | 11:1 |
| 1. November 2002 | Victoria | Haiti   |  | Costa Rica | 0:5  |

Halbfinale
| Datum            |        | Ergebnis |            | Ort     |
| ---------------- | ------ | -------- | ---------- | ------- |
| 6. November 2002 | Kanada | 2:0      | Mexiko     | Seattle |
| 6. November 2002 | USA    | 7:0      | Costa Rica | Seattle |

um Platz 3
| Datum            |        | Ergebnis |            | Ort     |
| ---------------- | ------ | -------- | ---------- | ------- |
| 9. November 2002 | Mexiko | 4:1      | Costa Rica | Foxboro |

Finale
| Datum            |     | Ergebnis |        | Ort     |
| ---------------- | --- | -------- | ------ | ------- |
| 9. November 2002 | USA | 2:1 n.GG | Kanada | Foxboro |

AFC/CONCACAF Playoff
| Datum         |        | Ergebnis  |        |
| ------------- | ------ | --------- | ------ |
| 5. Juli 2003  | Mexiko | 2:2 (0:0) | Japan  |
| 12. Juli 2003 | Japan  | 2:0 (0:0) | Mexiko |
| Gesamt:       | Mexiko | 2:4       | Japan  |

## Asiatische Zone/AFC
Das Turnier in Thailand diente gleichzeitig als WM-Qualifikation und Asienmeisterschaft.
Die ersten drei qualifizierten sich für die WM 2003. Der Asien-Vierte hatte noch die Chance in einem interkontinentalen Playoff gegen den CONCACAF-Dritten sich für die WM 2003 zu qualifizieren.
Turnier in Thailand
Gruppe A
| Pl. | Land      | Sp. | S | U | N | Tore    | Diff. | Punkte |
| --- | --------- | --- | - | - | - | ------- | ----- | ------ |
| 1.  | Nordkorea | 4   | 3 | 1 | 0 | 045:200 | +43   | 10     |
| 2.  | Südkorea  | 4   | 3 | 1 | 0 | 020:200 | +18   | 10     |
| 3.  | Thailand  | 4   | 2 | 0 | 2 | 006:210 | −15   | 06     |
| 4.  | Hongkong  | 4   | 1 | 0 | 3 | 002:240 | −22   | 03     |
| 5.  | Singapur  | 4   | 0 | 0 | 4 | 000:240 | −24   | 0      |

| 8. Juni 2003  | Singapur  | – | Thailand | 0:3  |
|               | Südkorea  | – | Hongkong | 8:0  |
| 10. Juni 2003 | Südkorea  | – | Thailand | 6:0  |
|               | Nordkorea | – | Hongkong | 13:0 |
| 12. Juni 2003 | Südkorea  | – | Singapur | 4:0  |

Gruppe B
| Pl. | Land              | Sp. | S | U | N | Tore    | Diff. | Punkte |
| --- | ----------------- | --- | - | - | - | ------- | ----- | ------ |
| 1.  | Japan             | 4   | 4 | 0 | 0 | 034:000 | +34   | 12     |
| 2.  | Myanmar           | 4   | 2 | 1 | 1 | 011:800 | +3    | 07     |
| 3.  | Chinesisch Teipeh | 4   | 2 | 1 | 1 | 007:700 | ±0    | 07     |
| 4.  | Philippinen       | 4   | 1 | 0 | 3 | 002:260 | −24   | 03     |
| 5.  | Guam              | 4   | 0 | 0 | 4 | 002:150 | −13   | 0      |

| 9. Juni 2003  | Japan       | – | Philippinen       | 15:0 |
|               | Guam        | – | Chinesisch Teipeh | 1:2  |
| 11. Juni 2003 | Philippinen | – | Myanmar           | 0:6  |
|               | Japan       | – | Guam              | 7:0  |
| 13. Juni 2003 | Philippinen | – | Chinesisch Teipeh | 0:4  |

Gruppe C
| Pl. | Land       | Sp. | S | U | N | Tore    | Diff. | Punkte |
| --- | ---------- | --- | - | - | - | ------- | ----- | ------ |
| 1.  | China      | 3   | 3 | 0 | 0 | 029:000 | +29   | 09     |
| 2.  | Vietnam    | 3   | 2 | 0 | 1 | 006:900 | −3    | 06     |
| 3.  | Indien     | 3   | 1 | 0 | 2 | 007:140 | −7    | 03     |
| 4.  | Usbekistan | 3   | 0 | 0 | 3 | 002:210 | −19   | 0      |

| 9. Juni 2003  | China   | – | Vietnam    | 6:0 |
|               | Indien  | – | Usbekistan | 6:0 |
| 11. Juni 2003 | Vietnam | – | Usbekistan | 4:2 |

Halbfinale
| Datum         |       | Ergebnis |           |
| ------------- | ----- | -------- | --------- |
| 9. Juni 2003  | Japan | 0:3      | Nordkorea |
| 19. Juni 2003 | China | 3:1      | Südkorea  |

um Platz 3
| Datum         |       | Ergebnis |          |
| ------------- | ----- | -------- | -------- |
| 21. Juni 2003 | Japan | 0:1      | Südkorea |

Finale
| Datum         |           | Ergebnis |       | Ort     |
| ------------- | --------- | -------- | ----- | ------- |
| 21. Juni 2003 | Nordkorea | 2:1 n.GG | China | Bangkok |

AFC/CONCACAF Playoff
| Datum         |        | Ergebnis  |        |
| ------------- | ------ | --------- | ------ |
| 5. Juli 2003  | Mexiko | 2:2 (0:0) | Japan  |
| 12. Juli 2003 | Japan  | 2:0 (0:0) | Mexiko |
| Gesamt:       | Mexiko | 2:4       | Japan  |

## Afrikanische Zone/CAF
21 afrikanische Mannschaften ermittelten in zwei KO-Runden sieben Teilnehmer des Afrika-Endturniers in Nigeria. Hinzu kam als achter Teilnehmer Gastgeber Nigeria.
In zwei Vierergruppen qualifizierten sich die beiden Gruppenersten fürs Halbfinale. Beide Finalisten qualifizierten sich für die WM 2003. Das Turnier war gleichzeitig die Afrika-Meisterschaft.
Vorrunden
zur Gruppe A
|         | Ergebnis |                           |
| ------- | -------- | ------------------------- |
| Senegal |          | Guinea-Bissau verzichtete |

| Datum              |         | Ergebnis  |         |
| ------------------ | ------- | --------- | ------- |
| 22. September 2002 | Senegal | 0:3 (0:2) | Ghana   |
| 12. Oktober 2002   | Ghana   | 3:1 (1:0) | Senegal |
| Gesamt:            | Senegal | 1:6       | Ghana   |

| Datum           |                | Ergebnis  |                |
| --------------- | -------------- | --------- | -------------- |
| 10. August 2002 | Elfenbeinküste | 3:3 (1:2) | Mali           |
| 24. August 2002 | Mali           | 1:1 (0:1) | Elfenbeinküste |
| Gesamt:         | Elfenbeinküste | (a)4:4(a) | Mali           |

| Datum              |         | Ergebnis        |         |
| ------------------ | ------- | --------------- | ------- |
| 22. September 2002 | Mali    | 0:0             | Marokko |
| 11. Oktober 2002   | Marokko | 0:0             | Mali    |
| Gesamt:            | Mali    | 0:0 (5:4 i. E.) | Marokko |

|           | Ergebnis |                       |
| --------- | -------- | --------------------- |
| Äthiopien |          | Swasiland verzichtete |

| Datum              |           | Ergebnis  |           |
| ------------------ | --------- | --------- | --------- |
| 22. September 2002 | Äthiopien | 2:0 (1:0) | Uganda    |
| 13. Oktober 2002   | Uganda    | 2:2 (1:0) | Äthiopien |
| Gesamt:            | Äthiopien | 4:2       | Uganda    |

zur Gruppe B
|        | Ergebnis |                      |
| ------ | -------- | -------------------- |
| Sambia |          | Botswana verzichtete |

| Datum              |           | Ergebnis  |           |
| ------------------ | --------- | --------- | --------- |
| 21. September 2002 | Sambia    | 1:4 (0:2) | Südafrika |
| 12. Oktober 2002   | Südafrika | 4:0 (3:0) | Sambia    |
| Gesamt:            | Sambia    | 1:8       | Südafrika |

| Datum           |                       | Ergebnis  |                       |
| --------------- | --------------------- | --------- | --------------------- |
| 10. August 2003 | São Tomé und Príncipe | 0:2 (0:1) | Gabun                 |
| 24. August 2003 | Gabun                 | 6:0 (3:0) | São Tomé und Príncipe |
| Gesamt:         | São Tomé und Príncipe | 0:8       | Gabun                 |

| Datum              |         | Ergebnis  |         |
| ------------------ | ------- | --------- | ------- |
| 21. September 2002 | Gabun   | 1:1 (0:0) | Kamerun |
| 12. Oktober 2002   | Kamerun | 4:0 (1:0) | Gabun   |
| Gesamt:            | Gabun   | 1:5       | Kamerun |

| Datum           |                  | Ergebnis  |                  |
| --------------- | ---------------- | --------- | ---------------- |
| 11. August 2002 | Angola           | 3:0 (1:0) | Äquatorialguinea |
| 24. August 2002 | Äquatorialguinea | 1:3 (1:2) | Angola           |
| Gesamt:         | Angola           | 6:1       | Äquatorialguinea |

| Datum              |                              | Ergebnis        |                              |
| ------------------ | ---------------------------- | --------------- | ---------------------------- |
| 22. September 2002 | Angola                       | 1:0 (1:0)       | Demokratische Republik Kongo |
| 11. Oktober 2002   | Demokratische Republik Kongo | 1:0 (1:0)       | Angola                       |
| Gesamt:            | Angola                       | 1:1 (5:4 i. E.) | Demokratische Republik Kongo |

| Datum           |          | Ergebnis  |          |
| --------------- | -------- | --------- | -------- |
| 10. August 2002 | Eritrea  | 2:3 (1:3) | Tansania |
| 24. August 2002 | Tansania | 2:2 (0:2) | Eritrea  |
| Gesamt:         | Eritrea  | 4:5       | Tansania |

| Datum              |          | Ergebnis  |          |
| ------------------ | -------- | --------- | -------- |
| 21. September 2002 | Tansania | 0:5 (0:4) | Simbabwe |
| 13. Oktober 2002   | Simbabwe | 5:0 (3:0) | Tansania |
| Gesamt:            | Tansania | 00:10     | Simbabwe |

Endturnier in Nigeria
Gruppe A
| Pl. | Land      | Sp. | S | U | N | Tore    | Diff. | Punkte |
| --- | --------- | --- | - | - | - | ------- | ----- | ------ |
| 1.  | Ghana     | 3   | 3 | 0 | 0 | 006:000 | +6    | 09     |
| 2.  | Nigeria   | 3   | 2 | 0 | 1 | 008:200 | +6    | 06     |
| 3.  | Mali      | 3   | 0 | 1 | 2 | 003:900 | −6    | 01     |
| 4.  | Äthiopien | 3   | 0 | 1 | 2 | 002:800 | −6    | 01     |

| Warri        | Nigeria |           | Äthiopien | 3:0   |     |
|              |         | Mali      |           | Ghana | 0:2 |
| 10. Dezember | Warri   | Äthiopien |           | Mali  | 2:2 |

Gruppe B
| Pl. | Land      | Sp. | S | U | N | Tore    | Diff. | Punkte |
| --- | --------- | --- | - | - | - | ------- | ----- | ------ |
| 1.  | Südafrika | 3   | 2 | 1 | 0 | 006:300 | +3    | 07     |
| 2.  | Kamerun   | 3   | 1 | 1 | 1 | 002:200 | ±0    | 04     |
| 3.  | Angola    | 3   | 0 | 2 | 1 | 002:300 | −1    | 02     |
| 4.  | Simbabwe  | 3   | 0 | 2 | 1 | 002:400 | −2    | 02     |

| 8. Dezember  | Oghara | Südafrika |  | Kamerun  | 2:1 |
|              |        | Angola    |  | Simbabwe | 1:1 |
| 11. Dezember | Oghara | Kamerun   |  | Simbabwe | 0:0 |

Halbfinale
| Datum        |           | Ergebnis             |         | Ort   |
| ------------ | --------- | -------------------- | ------- | ----- |
| 17. Dezember | Ghana     | 3:2 n. V. (2:2, 1:0) | Kamerun | Warri |
| 18. Dezember | Südafrika | 0:5 (0:1)            | Nigeria | Warri |

um Platz 3
| Datum        |         | Ergebnis |           | Ort   |
| ------------ | ------- | -------- | --------- | ----- |
| 20. Dezember | Kamerun | 3:0      | Südafrika | Warri |

Finale
| Datum        |       | Ergebnis  |         | Ort   |
| ------------ | ----- | --------- | ------- | ----- |
| 20. Dezember | Ghana | 0:2 (0:1) | Nigeria | Warri |

## Ozeanische Zone/OFC
Fünf ozeanische Mannschaften ermittelten in einem Turnier in Canberra (Australien) den Vertreter Ozeanien bei der WM 2003 in den USA.
| Pl. | Land            | Sp. | S | U | N | Tore    | Diff. | Punkte |
| --- | --------------- | --- | - | - | - | ------- | ----- | ------ |
| 1.  | Australien      | 4   | 4 | 0 | 0 | 045:000 | +45   | 12     |
| 3.  | Neuseeland      | 4   | 3 | 0 | 1 | 029:200 | +27   | 09     |
| 3.  | Papua-Neuguinea | 4   | 2 | 0 | 2 | 010:210 | −11   | 06     |
| 3.  | Samoa           | 4   | 1 | 0 | 3 | 003:390 | −36   | 03     |
| 3.  | Cookinseln      | 4   | 0 | 0 | 4 | 001:260 | −25   | 0      |

| 5. April 2003 | Cookinseln | – | Papua-Neuguinea | 1:5  |
| 5. April 2003 | Australien | – | Samoa           | 19:0 |
| 7. April 2003 | Australien | – | Cookinseln      | 11:0 |
| 7. April 2003 | Samoa      | – | Neuseeland      | 0:15 |
| 9. April 2003 | Cookinseln | – | Neuseeland      | 0:9  |